# 王刚 (1975年1月)
王刚（1975年1月—），甘肃兰州人，汉族，无党派人士。中华人民共和国政治人物、第十三届全国人民代表大会甘肃省代表。

## 生平
2018年2月24日，王刚被选为甘肃省出席第十三届全国人民代表大会代表。